# Eudonia perierga
Eudonia perierga là một loài bướm đêm trong họ Crambidae.